# Куликовський Прокіп Васильович
Прокіп Васильович Куликовський - полковник Харківського полку.

## Життєпис
Народився в 1673 році. Батько був козаком з невеликим званням. Сам Прокіп був людиною хитрою та розумною, і пішов по званню доволі швидко.
Спочатку він служив у молдавського  господаря Д. Кантеміра, там він одружився з представницею княжого молдавського роду Софією. А після поразки царя Петра І в Прутському поході 1711 в числі значної групи молдовських провідників прийняв російське  підданство.
За вірність царю став у 1711 році харківським полковником аж до 1713. Був вороже зустрінутий місцевою старшиною, яка постійно скаржилась на його зловживання владою.
Далі жив спокійно, поки не помер 30 вересня 1734 року.